# 바알샤민 신전

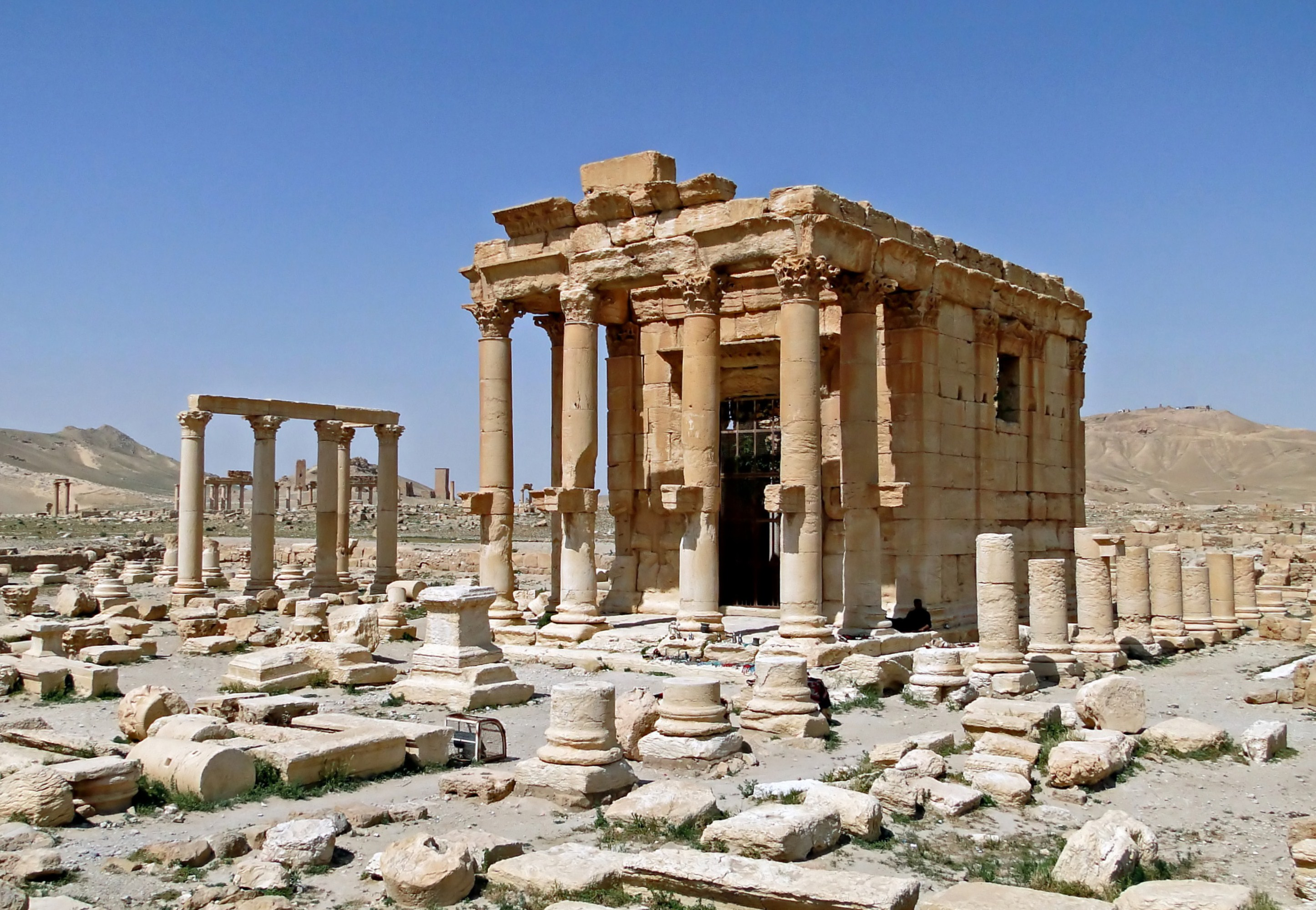
바알샤민 신전 (2010년)

바알샤민 신전(아랍어: معبد بعل شمين)은 시리아 팔미라에 있던 사원이다. 2015년 7월, 이슬람 국가에 의해 파괴되었다.